# Nigula (Lääne-Nigula)
Nigula – wieś w Estonii, w prowincji Läänemaa, w gminie Lääne-Nigula. Do 2013 roku znajdowała się w gminie Taebla. Zamieszkana przez 176 osób (2021).